# Flyleaf
(Lacey Mosley)
I Flyleaf sono una band alternative metal statunitense, proveniente da Belton, nel Texas.
Attualmente sotto l'etichetta A&M/Octone Records, la band ha precedentemente suonato con i nomi Listen e Passerby. Hanno iniziato a farsi conoscere in Texas come Passerby, ma per via di un'altra band esistente con lo stesso nome, lo hanno cambiato in Flyleaf dopo il contratto. Il gruppo cita come proprie influenze i Foo Fighters, i Linkin Park gli Incubus e i Nirvana.

## Storia del gruppo
All'inizio Lacey Mosley iniziò a suonare con James Culpepper, in seguito si unirono a loro i chitarristi Jared Hartmann and Sameer Bhattacharya. "Sameer e Jared sono molto sperimentali con le melodie e gli effetti a pedale, e noi tutti abbiamo diverse influenze che fondiamo assieme, con lo stesso spirito appassionato e fiducioso, che ci dona bellissime emozioni. È stato magico" ha detto la cantante Lacey Mosley. Il bassista Pat Seals si è unito nel 2000, dopo aver lasciato la band precedente, The Grove.
Con il nome Passerby, la band ha pubblicato 3 EPs e partecipato a oltre 100 esibizioni in Texas in due anni consecutivi sotto la compagnia Runt Entertainment. Nel 2004, i Passerby suonarono per il presidente di RCA a New York sperando di venire scritturati. RCA mise la band in attesa, ma il presidente di Octone Records, che li aveva ascoltati, fu molto interessato. Furono scritturati, e il 7 gennaio 2004, li sito della Octone Record annunciò il loro arrivo nell'etichetta.
Nel marzo 2004, i Flyleaf andarono a Seattle (Washington) per registrare un EP con Rick Parasher. In seguito, hanno partecipato ad un tour con Breaking Benjamin, Staind e 3 Doors Down per promuovere il loro disco omonimo. In ottobre, il disco fu disponibile nei negozi, così come il loro primi singolo e video ufficiali di "Breathe Today". Nel 2005, la band ha registrato il suo primo album con Howard Benson. Il 4 ottobre 2005, il disco venne pubblicato con il titolo di Flyleaf. L'album include la partecipazione di Dave Navarro dei Jane's Addiction e Ryan White dei Resident Hero. Il singolo d'esordio è stato "I'm So Sick", seguito da "Fully Alive" e da All Around Me.
Agli inizi del 2006 la band si è diretta sotto J Records come parte di un progetto di sviluppo che comprendeva J Records, RCA, e Octone Records; la band viene commercializzata anche nei mercati Cristiani sotto la SRE Recordings. Nell'estate 2006, il gruppo ha suonato sul palco del Family Values Tour 2006 e a fine 2006, i Flyleaf parteciparono, assieme a Disturbed, Stone Sour e Nonpoint, al tour Music As A Weapon III Tour. La band registrò un EP esclusivo, che veniva venduto durante il tour con il nome Music As A Weapon EP che includeva una versione acustica di "Fully Alive", e tre tracce inedite: "Much Like Falling", "Justice And Mercy", e "Christmas Song". Una parte del ricavato della vendita del EP è andata a World Vision.
Nel 2007 i Flyleaf hanno partecipato al Australian Soundwave Festival con i Three Days Grace attraverso l'Australia, e anche in Europa con i Stone Sour e i Forever Never. In primavera 2007, i Flyleaf presentavano il loro "Justice & Mercy Tour" con dapprima la collaborazione di Skillet e Dropping Daylight, in seguito con i Sick Puppies, Kill Hannah e i Resident Hero. I Flyleaf parteciperanno ancora al Family Values Tour nel 2007.
Il videoclip della canzone "I'm So Sick" appare brevemente in una sequenza iniziale del film Die Hard - Vivere o morire del 2007. Inoltre un remix di "I'm So Sick" è presente nel film Resident Evil: Extinction. Il gruppo sta attualmente lavorando al loro prossimo album. La canzone "I'm So Sick" apparirà inoltre come brano bonus nel videogioco Rock Band.
Il 30 ottobre 2007, i Flyleaf hanno registrato un EP intitolato "Much Like Falling Ep". Le canzoni incluse in questo Ep sono: "Much Like Falling", una versione acustica di "Supernatural", la quasi inedita "Tina", e la preferita, "Justice and Mercy." L'EP è disponibile su iTunes assieme alla versione estesa del loro album d'esordio.
La band ha fatto anche da gruppo-spalla ai Korn, nel Bitch We Got a Problem Tour a partire da gennaio 2008.
Recentemente, la band ha suonato al concerto "Power of One" a Green Bay, nel Wisconsin.
La band ha partecipato alla raccolta Nightmare Revisited con il remake della canzone What's This? uscita il 30 settembre 2008.
Il 22 ottobre 2012 la band ha annunciato l'uscita di New Horizons, album che segna la fine di un'era: l'abbandono del gruppo da parte di Lacey Sturm (fondatrice del gruppo) e la sua sostituzione da parte di Kristen May.
Il 16 settembre 2014 viene pubblicato dai Flyleaf il quarto album studio Between the Stars, il primo prodotto con Kristen May e Don Gilmore.

## Fede cristiana
Tutti e cinque i membri della band sono di fede cristiana. La fede influenza la loro musica, ma la cantante Lacey Mosley non crede che questo debba per forza fare dei Flyleaf una band prettamente cristiana:
(Lacey Mosley)

## Formazione

### Formazione attuale
- Lacey Mosley – voce (2002–2012, 2022-presente)
- Jared Hartmann – chitarra (2002-presente)
- Pat Seals – basso (2002-presente)
- James Culpepper – batteria (2002-presente)

### Ex componenti
- Kristen May – voce (2012-2016)
- Sameer Bhattacharya – chitarra (2002-2016)

## Discografia

### Album in studio
- 2005 – Flyleaf
- 2009 – Memento mori
- 2012 – New Horizons
- 2014 – Between the Stars

### EP
- 2002 – Broken Wings: Special Edition
- 2003 – Passerby EP
- 2003 – Broken Wings
- 2004 – Flyleaf EP
- 2006 – Music as a Weapon Tour EP
- 2007 – Much Like Falling iTunes EP
- 2010 – Remember to Live

### Singoli
- 2004 – Breathe Today
- 2005 – Do You Hear, What I Hear?
- 2005 – I'm So Sick
- 2006 – Fully Alive
- 2007 – All Around Me
- 2007 – Perfect
- 2008 – There For You
- 2009 – Again
- 2009 – Beautiful Bride
- 2010 – Missing
- 2010 – Chasm
- 2010 – Arise
- 2010 – How We Love
- 2012 – New Horizons
- 2014 – Set Me on Fire

## Videografia

### Videoclip
- 2004 – Breathe Today
- 2006 – I'm So Sick
- 2006 – Fully Alive
- 2007 – All Around Me
- 2008 – Sorrow
- 2009 – Beautiful Bride
- 2009 – Again
- 2010 – Missing
- 2010 – Chasm
- 2012 – New Horizons
- 2014 – Set Me on Fire

### DVD
- 2008 – Beneath the Surface
- 2006 – The Family Values Tour Live DVD (con I'm So Sick e Something I Can Never Have)